# Eutrichillus comus
Eutrichillus comus là một loài bọ cánh cứng trong họ Cerambycidae.